# Common People
 (février 2020).
Si vous disposez d'ouvrages ou d'articles de référence ou si vous connaissez des sites web de qualité traitant du thème abordé ici, merci de compléter l'article en donnant les références utiles à sa vérifiabilité et en les liant à la section « Notes et références ».
Common People en français : « les gens ordinaires » est une chanson du groupe de pop anglais Pulp, écrite par Jarvis Cocker. Sorti en 1995, ce fut le titre le plus diffusé à la radio en Angleterre cet été-là. Le single atteignit la 2e place des ventes, ce qui reste la meilleure performance du groupe à ce jour. Cette chanson figure sur l'album Different Class (1995) et sur la compilation Hits (2002).
Les paroles sont de Jarvis Cocker, chanteur charismatique du groupe, et la musique est signée Pulp.
William Shatner en a fait une reprise sur son album Has been, sorti en 2004.
Le 30 mars 2011, le groupe My Chemical Romance en fait une reprise lors d'un live à la radio BBC Radio 1.
La chanson a été classée 14e meilleure chanson britannique de tous les temps par XFM en 2010.

## Analyse
Dans ce titre, le narrateur, qu'on perçoit issu de milieu modeste, populaire, décrit sa rencontre dans un bar avec une jeune fille issue d'un milieu favorisé. Celle-ci lui confie sa volonté de vivre comme n'importe quelle fille, comme « les gens ordinaires », et côtoyer ce monde malgré la fortune de son père. Ce à quoi le narrateur répond de manière ironique et cinglante que, quoi qu'elle fasse, elle ne fera jamais partie du peuple, elle sera toujours une privilégiée, à l'abri du besoin, des difficultés de la vie quotidienne, malgré ses efforts pour se fondre dans la masse. 
Common People est donc d'une certaine manière une chanson politique.
Pour The Observer, Common People est une chanson « si parfaite – artistiquement, mélodiquement, sociologiquement – qu’elle devrait être distribuée à tous les jeunes des classes moyennes en même temps que le droit de vote ».
Extrait : « Les gens ordinaires rient de toi, des choses stupides que tu fais, car tu penses que c'est cool d'être pauvre... »

## Liste des pistes
1. Common People
2. Underwear

## Musiciens
- Jarvis Cocker - chant
- Russell Senior - guitare, violon
- Candida Doyle - claviers
- Steve Mackey - basse
- Nick Banks - batterie